# Csörgőkígyók
A csörgőkígyók (Crotalus) a gödörkésarcú viperák alcsaládjába (Crotalinae) tartozó nem. Főleg közepes méretű kígyókat sorolnak ide. A két legnagyobb faj a gyémánt csörgőkígyó (Crotalus adamanteus) és a texasi csörgőkígyó (Crotalus atrox) hossza a két métert is meghaladhatja. Az összes fajon megtalálható megkülönböztető jegy a farki csörgő, egy szarugyűrűkből álló szerkezet a farok végén, amit az állat megcsörget, ha úgy érzi, veszélybe került. Ez nem található meg fiatal állatokon és a Crotalus catalinensis fajon, amely kizárólag a Kaliforniai-öbölben található Santa Catalina szigeten honos. A nemzetségbe 28 faj tartozik, ezek mindegyike Amerikában őshonos.

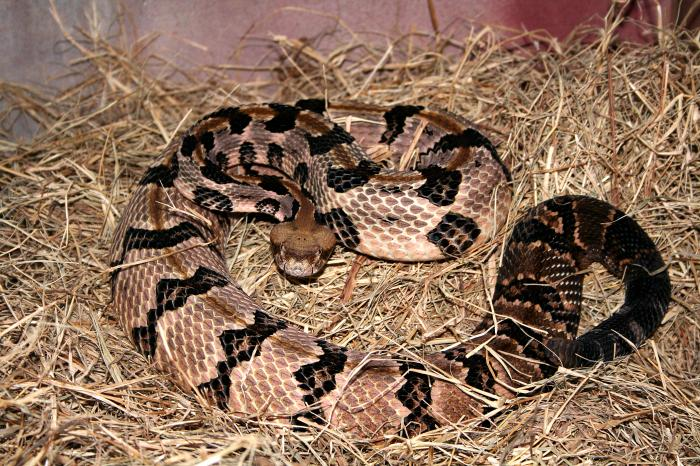
Erdei csörgőkígyó (Crotalus horridus)

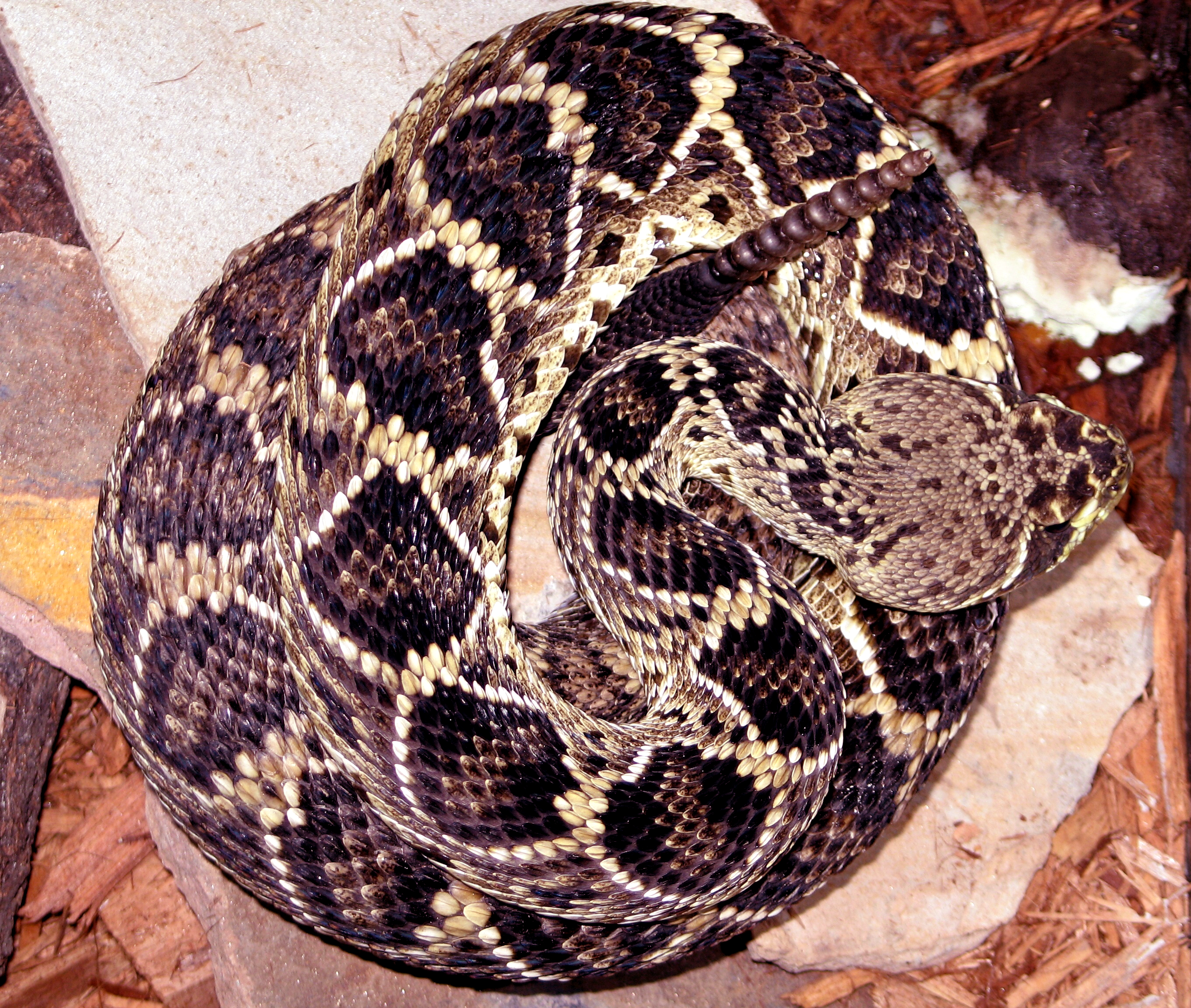
Nyugati gyémántcsörgőkígyó (Crotalus adamanteus)

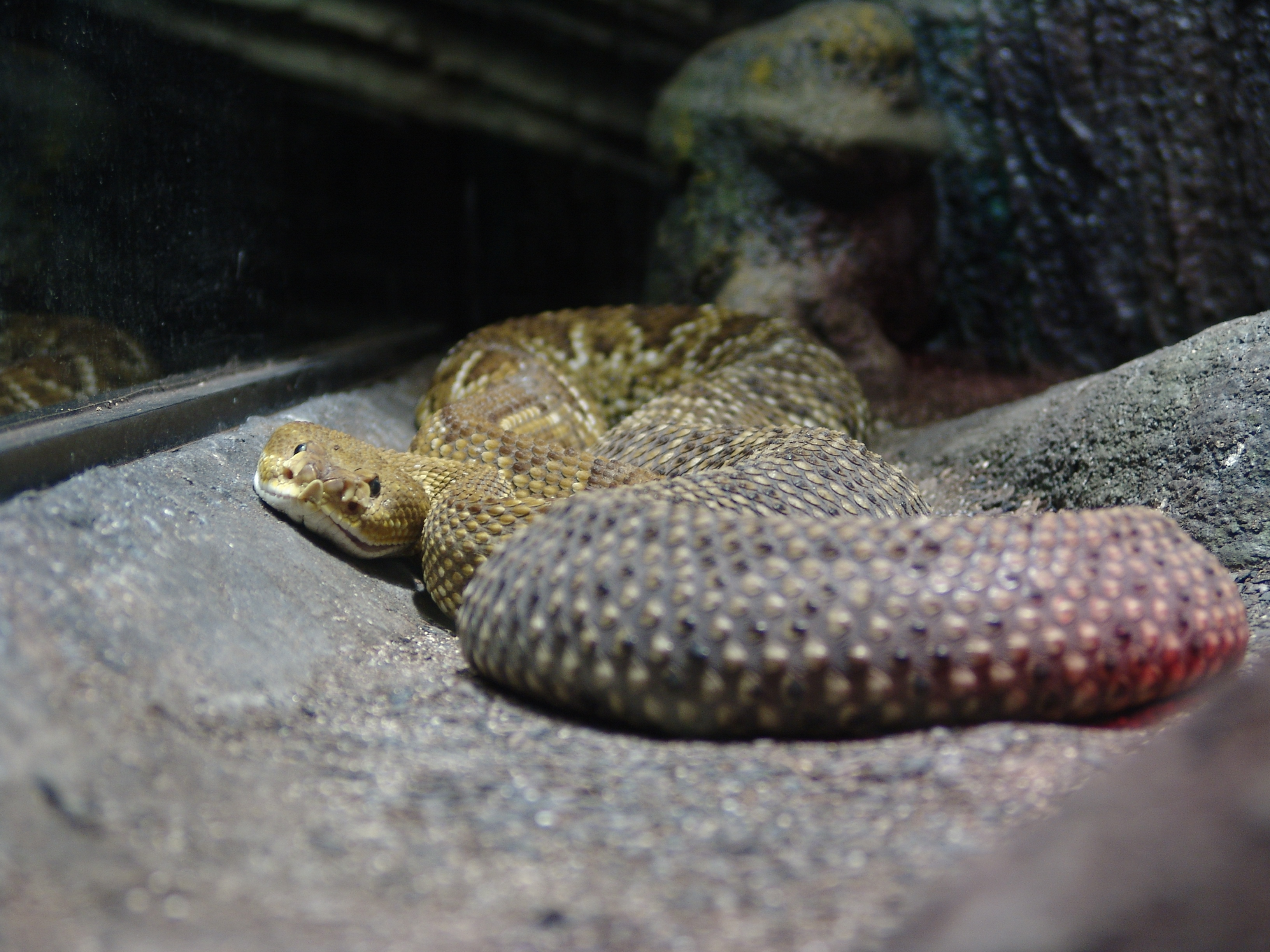
Sárkány csörgőkígyó (Crotalus basiliscus)

## Jellegzetességek

### Külső jegyek
A kígyók teste általában zömök, átlagos hosszuk 0,5-1 méter.
A leghosszabb faj a gyémánt csörgőkígyó, átlagos hossza 1,2-1,4 méter és legnagyobb hossza 2,4 méter. A texasi csörgőkígyó és a borzasztó csörgőkígyó (Crotalus durissus) is nőhet két méternél hosszabbra, esős évszakban azonban ezek
jóval kisebbek.
A nagyobb egyedek tömege a 2–5 kg-ot is elérheti, ezzel a tömeggel a mérgeskígyók között csak az afrikai gaboni vipera
(Bitis gabonica) és a dél-amerikai szurukuku vagy néma csörgőkígyó (Lachesis muta) vetekedhet. Ezzel szemben egy sor hegyi faj hossza a 0,5 métert sem éri el. Ezek méretben a törpecsörgőkígyók (Sistrurus nem) fajaira hasonlítanak. A legtöbb fajnál a hímek nagyobbak a nőstényeknél. Ez alól kivételt képez a szarvas csörgőkígyó (Crotalus cerastes), ahol a nőstény a nagyobb. A nőstények viszont minden fajnál vastagabbak a hímeknél és eső után a nőstények kb. 20%-kal nehezebbek az
azonos hosszúságú hímeknél.

## Rendszerezés
A nembe az alábbi fajok tartoznak:
- gyémánt csörgőkígyó (Crotalus adamanteus)
- Crotalus aquilus
- texasi csörgőkígyó (Crotalus atrox)
- sárkány csörgőkígyó (Crotalus basiliscus)
- Crotalus catalinensis
- szarvas csörgőkígyó (Crotalus cerastes)
- borzasztó csörgőkígyó (Crotalus durissus)
- Crotalus enyo
- erdei csörgőkígyó (Crotalus horridus)
- Crotalus intermedius
- Crotalus lannomi
- sziklacsörgőkígyó (Crotalus lepidus)
- pettyes csörgőkígyó (Crotalus mitchellii)
- feketefarkú csörgőkígyó (Crotalus molossus)
- Crotalus oreganus oreganus
- Crotalus oreganus helleri
- Crotalus polystictus
- Crotalus pricei
- Crotalus pusillus
- Crotalus ruber
- Mohave csörgőkígyó (Crotalus scutulatus)
- Crotalus stejnegeri
- tigriscsörgőkígyó (Crotalus tigris)
- Crotalus tortugensis
- Crotalus transversus
- Crotalus triseriatus
- arubai csörgőkígyó (Crotalus uniclor)
- zöld csörgőkígyó (Crotalus viridis)
- tarajosorrú csörgőkígyó (Crotalus willardi)